# گومز پالاسیو
گومز پالاسیو (به اسپانیایی: Gómez Palacio, Durango) از شهرهای کشور مکزیک است که در ایالت دورانگو قرار دارد و جمعیت آن طبق سرشماری سال ۲۰۱۰ میلادی ۳۲۸٬۱۵۹ نفر بوده است.